# Samson (Alabama)
Pour les articles homonymes, voir Samson (homonymie).
Samson est une ville américaine située dans le comté de Geneva en Alabama.
Selon le recensement de 2010, Samson compte 1 940 habitants. La municipalité s'étend sur 3,63 milles carrés (9,4 km2), dont 3,62 milles carrés (9,38 km2) de terres.

## Démographie
| 1910  | 1920  | 1930  | 1940  | 1950  | 1960  |
| ----- | ----- | ----- | ----- | ----- | ----- |
| 1 350 | 1 646 | 1 656 | 2 182 | 2 204 | 1 932 |

| 1970  | 1980  | 1990  | 2000  | 2010  | - |
| ----- | ----- | ----- | ----- | ----- | - |
| 2 257 | 2 402 | 2 190 | 2 071 | 1 940 | - |